# AzTV
Azərbaycan Televiziya (AzTV) o Azeri TeleVision, és un canal de televisió nacional controlat per l'estat a l'Azerbaidjan. És el canal de televisió més antic del país, que va emetre per primera vegada des de Bakú el 14 de febrer de 1956 en el que llavors era la República Socialista Soviètica de l'Azerbaidjan, la Unió Soviètica. Se li va rebutjar el seu ingrés a la Unió Europea de Radiodifusió atès que el canal no era prou independent del govern.
Al març de 2014, el 99,96% de la població de l'Azerbaidjan pot rebre AzTV mitjançant emissions terrestres, per cable o per satèl·lit, cosa que li dona l'àrea de cobertura més gran de qualsevol canal de televisió d'Azerbaidjan.
A més d'emetre a nivell nacional, AzTV emet internacionalment per Internet i per satèl·lit en directe a Europa, Amèrica del Nord i parts del nord d'Àfrica, Orient Mitjà i Àsia central.

## Programes en antena
- "Sahar", programa d'informació musical a càrrec de Qulu Mekheremli. Va ser emès per primera vegada el 14 d'agost de 1995. La versió matinera també és emesa en altres països com Rússia, Turquia, Iran, Geòrgia i Turkmenistan.

- "Khazar", informatiu a càrrec d'Ilgar Paixazade. Va ser emès per primera vegada el 10 de febrer de 1997. El programa està dividit en dos blocs; el primer dedica el temps a la informació de primera línia nacional i internacional, mentre que el segon bloc es dedica a la cultura i economia del país.

## Premis
- 1996, guanyador del "New Journalist Company generation "Media-achar"".
- 1999, "Grand-pre".